# 三木市クリーンセンター
三木市クリーンセンター（みきしりつくりーんせんたー）は兵庫県三木市別所町小林にある屎尿処理施設である。

## 概要

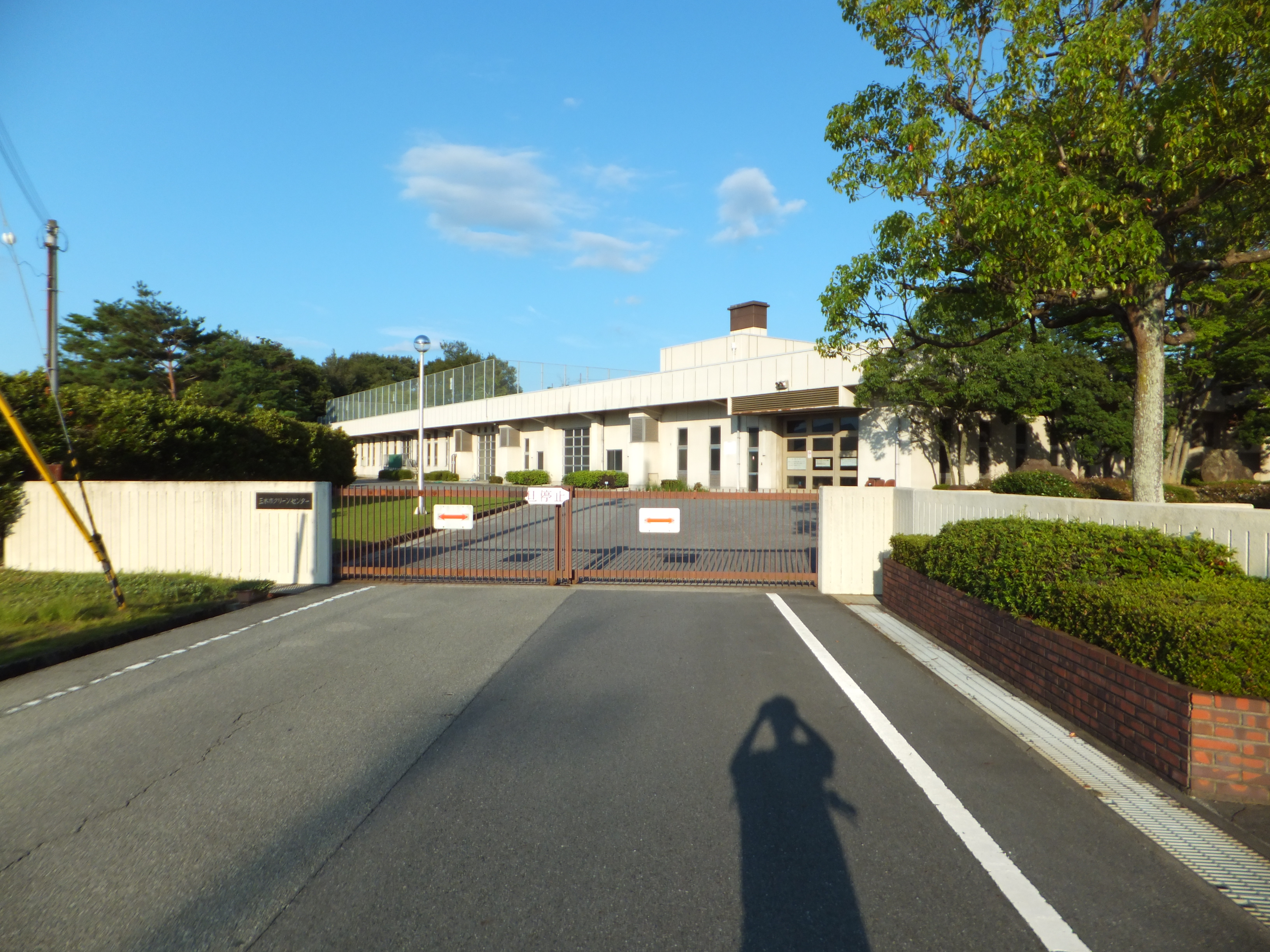
正門

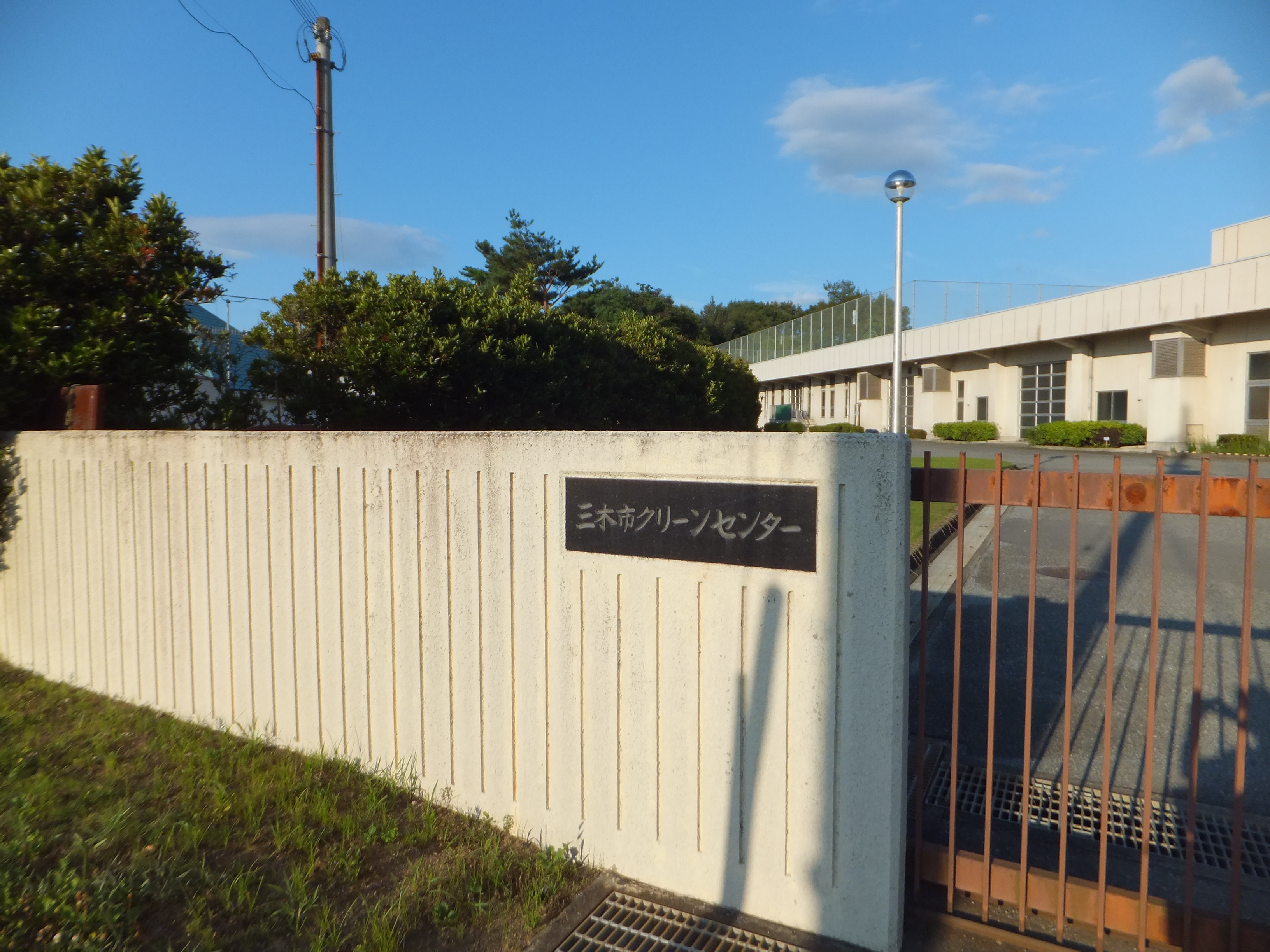
表札

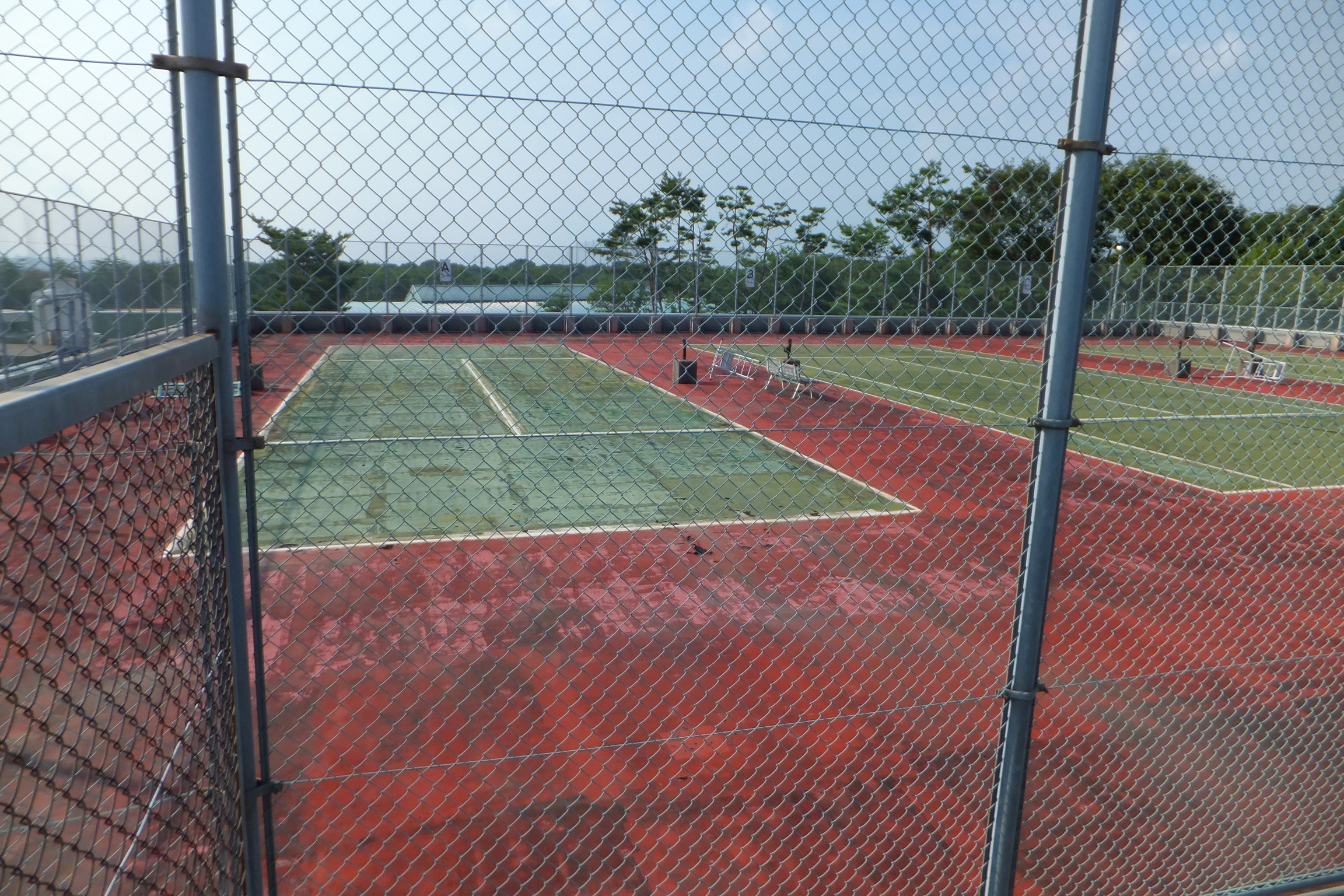
閉鎖されたテニスコート

- 当施設が完成する前は三木市細川町豊地にある三木市立浄化研究所で処理されていたが、三木市の人口増加に伴い、処理能力を向上し、従来の屎尿処理を全量海洋投機から屎尿処理場で処理することを目的の為に別所町小林に移転・廃止し、新設する形として開所した。当施設の周辺も三木市民の憩いの場として、三木グリーンパークなどの公園と運動施設を整備した。[1]

### 処理能力
- 1日に30klで、約9万1700人の人口分の処理に対応可能である。[1]

### 搬入範囲・時間・期間
- 美嚢郡吉川町と合併前の三木市域で三木市長の変更が必要と認められたときを除き、原則として国民の祝日と12月29日を除く月曜日から金曜日の8時から16時30分まで。[2][3]

#### テニスコートの解放
- 2003年5月1日に三木市民の運動能力の向上を目的として、施設内の処理棟屋上に開放していたが、利用者の減少と施設の老朽化により、2012年3月30日で開放を終了した。[4]

## 沿革
- 1986年（昭和61年）11月1日 - 三木市細川町豊地にある三木市立浄化研究所から移転・廃止し、新設する形として開所する。[2]
- 2003年（平成15年）5月1日 - 施設内にあるテニスコートを開放する。[4]
- 2012年（平成24年）3月30日 - 施設内にあるテニスコートを閉鎖する。[4]